# Luca Butera
Luca Butera (* 1980 oder 1981 in Catania) ist ein italienischer Popsänger.

## Leben und Wirken
Als Kind begann er, Gitarre zu spielen. In der Schule wuchs sein Interesse am Rap und später hatte er kleinere Auftritte in Bars. Produziert vom unabhängigen Mailänder Label Blu e Blu veröffentlichte Butera im Herbst 2008 seine erste Single Wow! (Una star così vera), die nach starker Promotion im Internet die Spitze der italienischen Charts erreichen konnte. Dabei verdrängte der Newcomer für eine Woche Giusy Ferreri von der Nummer eins. Der unerwartete Erfolg sorgte nicht zuletzt für Zweifel an der Zuverlässigkeit der Erhebung der Downloadcharts (die in Italien erst in diesem Jahr die bisherigen Singlecharts abgelöst hatten).
Butera blieb ein One-Hit-Wonder. Ein Album war angekündigt, erschien jedoch nie.

## Belege
1. ↑  Guido Racca & Chartitalia: Top 100 FIMI Singoli. Lulu, 2013, S. 75.
2. ↑  Antonella Santomauro: Luca Butera: video e testo di “Wow! (Una star così vera)”. In: Music Room. NanoPress, 25. November 2008, archiviert vom Original (nicht mehr online verfügbar) am 5. März 2016; abgerufen am 3. Mai 2017 (italienisch).  Info: Der Archivlink wurde automatisch eingesetzt und noch nicht geprüft. Bitte prüfe Original- und Archivlink gemäß Anleitung und entferne dann diesen Hinweis.
3. ↑  Marinella Venegoni: Luca Butera, il carneade della hit (È vera gloria, o autoacquisto?). In: LaStampa.it, Blog On the Road. 26. November 2008, abgerufen am 3. Mai 2017 (italienisch).
4. ↑  Luca Butera, ma davvero ha venduto 50 mila download? In: Rockol.it. 1. Dezember 2008, abgerufen am 3. Mai 2017 (italienisch).
5. ↑  Luca Butera, biografia. In: Rockol.it. 27. November 2008, abgerufen am 3. Mai 2017 (italienisch).

| Personendaten    | Personendaten           |
| ---------------- | ----------------------- |
| NAME             | Butera, Luca            |
| KURZBESCHREIBUNG | italienischer Popsänger |
| GEBURTSDATUM     | 1980 oder 1981          |
| GEBURTSORT       | Catania                 |